# 1789년 미국 하원의원 선거
1789년 미국 하원의원 선거는 필라델피아 헌법회의에서 의결되어 미국에서 최초로 열린 하원의원 선거로 이 해 대통령 선거에서는 조지 워싱턴이 만장일치로 당선되었다. 이 선거에서는 하원의원을 1788년과 1789년에 따로 선출되었는데 그 이유는 각 주에서 다르게 선거법을 적용하였기 때문이다. 이때에는 아직 정당 정치가 성숙되지 않았기 때문에 정당이 없었지만 대체로 연방주의자와 반연방주의자로 나뉘기 시작하였다.
첫 번째 미 하원의회는 1789년 3월 4일에 의원 30명으로 시작하였다. 1대 하원의장은 연방주의자였던 프레드릭 뮬렌버그가 맡게 되었다.

## 선거 결과

### 정당별 선거 결과
| 정당         | 의석수 | 의석비율 |  |
| ------------ | ------ | -------- |  |
| 연방주의자   | 37석   | 56.9%    |  |
| 반연방주의자 | 28석   | 43.1%    |  |